# Karel Čáslavský
Karel Čáslavský (28. ledna 1937 Lipnice nad Sázavou – 2. ledna 2013 Praha) byl český filmový archivář, historik, publicista a moderátor, pracovník Národního filmového archivu specializovaný na oblast zpravodajského filmu do roku 1945.

## Život
Po studiích na Střední filmové škole v Čimelicích působil od roku 1956 ve Filmovém studiu Barrandov ve funkci asistenta produkce, později jako asistent režie. V roce 1963 došlo k podstatné změně jeho kariéry, kdy nastoupil do archivu Československého filmového ústavu.
Jednalo se o specialistu na němý film a americkou filmovou grotesku, který byl také nadšeným a vytrvalým propagátorem a obdivovatelem českého filmu, což po mnoho let prokazoval ve své práci pro Československou televizi, později pro Českou televizi. Během vyhlašování výsledků ankety TýTý 2009 byl uveden do Dvorany slávy této soutěže.
Po celý svůj život byl vyznavačem klasických mravních hodnot. Byl obdivovatelem období první republiky – doby Karla Čapka a prezidenta Tomáše Garrigua Masaryka.
V letech 1990 až 1995 vystupoval v doprovodných programech na výstavách (Herbert Masaryk, T. G. Masaryk – člověk a umění), které uspořádalo Masarykovo demokratické hnutí.
Manželka Květoslava zemřela v roce 2006, byl otcem dvou dětí – syna Petra a dcery Heleny.
Od předsednictva Masarykova demokratického hnutí obdržel v roce 2002 Čestnou medaili T.G. Masaryka.
Karel Čáslavský zemřel 2. ledna 2013 v Praze ve věku 75 let.

## Filmová tvorba
- 1964 Kdyby tisíc klarinetů (asistent režie)
- 1999 Všichni moji blízcí – odborný poradce
- 2006 Obsluhoval jsem anglického krále – odborný poradce

### Dokumentární filmy
- 2007 Sesazený král
- 2001 Vltava v obrazech

### Televizní pořady
- 2007 To byl?
- 1995 GENUS
- 1992–2012 Hledání ztraceného času – dokumentární seriál, orientace především na období let 1918 až 1945, celkem připravil přes 500 dílů
- 1985 Videostop – televizní soutěžní pořad, autor cca 1/3 scénářů, uváděl jej společně s Janem Rosákem
- Komik a jeho svět – pořad, v němž byly uváděny scénky ze starých němých grotesek, uváděl herec Milan Neděla, Karel Čáslavský připravil celkem 228 dílů

## Knižní tvorba
- Hvězdy českého filmu 1 – společně s Václavem Merhautem a Ondřejem Zahradníčkem
- Hvězdy českého filmu 2 – společně s Václavem Merhautem a Tomášem Řízkem
- Filmový Vlasta Burian
- Tváře před kamerou
- Vlasta Burian – Král komiků – monografie

## Ocenění
- Medaile Za zásluhy 1. stupeň in memoriam (2022)